# Район Мідорі (Наґоя)
Райо́н Мідо́рі (яп. 緑区, みどりく, МФА: [mʲidoɾʲi ku̥]) — район міста Наґоя префектури Айті в Японії.  Площа становить 37,84 км². Станом на 1 серпня 2011 року населення складало 231 308  осіб, густота населення — 6110 осіб/км².

## Пам'ятки
- Місце битви при Окехадзама